# Australomimetus tasmaniensis
Australomimetus tasmaniensis là một loài nhện trong họ Mimetidae.
Loài này thuộc chi Australomimetus. Australomimetus tasmaniensis được miêu tả năm 1928 bởi Hickman.